# Coburg (Victoria)
Coburg is een buitenwijk van Melbourne, Victoria, Australië. Het ligt 8 km ten noorden van Melbournes central business district. Coburg telt 23.772 inwoners (2006).